# دستور ريونيجرو
الدستور السياسي لكولومبيا لسنة 1863، والمعروف باسم دستور ريونيجرو، نسبة إلى مدينة ريونيجرو بمقاطعة أنتيوكيا الكولومبية، حيث شهدت المؤتمر الذي صادق على الدستور. تحكم هذه الوثيقة السياسية الوطنية الحياة الدستورية في كولومبيا في الفترة من 1863 حتى 1886، عندما تم إلغائه لصالح دستور 1886. وأعلن هذا الدستور ميلاد الولايات المتحدة الكولومبية وفرض الليبرالية الراديكالية في البلاد.